# Изгубљени дечаци 2: Племе
Изгубљени дечаци 2: Племе (енгл. Lost Boys: The Tribe) амерички је хорор филм са елементима црне комедије из 2008. режисера Пи Џеја Пеша, са Тадом Хилгенбринком, Ангусом Садерландом, Отумн Ризер и Коријем Фелдманом у главним улогама. Представља наставак култног хорора Џоела Шумахера, Изгубљени дечаци (1987). Од глумаца из претходног дела, поред Фелдмана, враћа се и Кори Хејм као Сем Емерсон, али има само камео улогу на крају филма.
Продукцијска кућа Ворнер брос дистрибуирала је филм директно на видео 29. јула 2008. Захваљујући популарности првог дела, филм је продат у великом броју ДВД издања, чиме су покривени трошкови продукције од 5 милиона долара. Међутим, Изгубљени дечаци 2 су изазвали веома негативне реакције публике и критичара. Филм је оцењен са 0% на сајту Ротен томејтоуз. Фанови оригинала су били нарочито разочарани начином на који је обрађен Хејмов лик и фаворизовањем Фелдмана у односу на њега.
Две године касније снимљен је нови наставак под насловом Изгубљени дечаци 3: Жеђ.

## Радња
Крис Емерсон и његова млађа сестра Никол, се после смрти родитеља селе код тетке у Луна Беј, Калифорнија. Емерсонови су рођаци Сема и Мајкла из претходног дела. Када се суочи са групом вампира, Сем тражи помоћ од Едгара Фрога, ловца на вампире који је и раније помагао Емерсоновима.

## Улоге
| Глумац             | Улога                       |
| ------------------ | --------------------------- |
| Тад Хилгенбринк    | Крис Емерсон                |
| Ангус Садерланд    | Шејн Пауерс                 |
| Отумн Ризер        | Никол Емерсон               |
| Кори Фелдман       | Едгар Фрог                  |
| Габријела Роуз     | тетка Џилијан               |
| Шон Сипос          | Кајл                        |
| Мервин Мондесир    | Ерик                        |
| Кајл Кејси         | Џон                         |
| Монека Делен       | Лиса                        |
| Грејстон Холт      | Еван Монро                  |
| Том Савини         | Дејвид ван Етен             |
| Дарил Шатлворт     | Макгроу                     |
| Сара Смит          | Хејден                      |
| Александер Калверт | Гром                        |
| Кори Хејм          | Сем Емерсон                 |
| Џејмисон Њуландер  | Алан Фрог (избрисане сцене) |